# Nosa tristis
Nosa tristis är en insektsart som först beskrevs av Hagen 1853.  Nosa tristis ingår i släktet Nosa och familjen myrlejonsländor. Inga underarter finns listade i Catalogue of Life.